# Papa Nicolae al II-lea
Papa Nicolae al II-lea (n. anii 990 d.Hr., Château de Chevron⁠(d), Auvergne-Rhône-Alpes, Franța – d. 27 iulie 1061, Florența, Sfântul Imperiu Roman) a fost un papă al Romei, care la 13 aprilie 1059 a emis un Decret Papal prin care contestă dreptul împăraților germanici de a influența sau interveni în alegerea papilor, care trebuia făcută doar de colegiile de cardinali. Decretul a constituit o ascuțire a certei de investitură dintre Roma și Sfântul Imperiu Roman.